# Revista de Catalunya
Revista de Catalunya es una revista en lengua catalana, con contenido relacionado con Cataluña y fundada en 1924. A lo largo de su historia se ha editado en Barcelona (España) y, durante la dictadura, en el exilio, en lugares como París (Francia), Ciudad de México (México) o São Paulo (Brasil).

## Historia
Fue fundada en Barcelona en 1924 por Antoni Rovira i Virgili durante la dictadura de Primo de Rivera como una tribuna de expansión y defensa de la alta cultura catalana. Tenía más de cien páginas y publicaba ensayos y estudios del propio Rovira i Virgili, Carles Soldevila, Melcior Font, Josep Pla, Domènec Guansé, Prudenci Bertrana, Joan Sacs, Joan Crexells, Tomàs Garcés, Carles Pi i Sunyer y otros. Fue suspendida por razones económicas en 1929, pero volvió a editarse en septiembre de 1930 hasta diciembre de 1939, bajo la dirección de Ferran Soldevila.
Los sucesos del 6 de octubre de 1934 interrumpieron su publicación hasta finales de 1938, entonces bajo el patrocinio de la Institución de las Letras Catalanas, con tres directores (Rovira i Virgili, Ferran Soldevila y Serra i Húnter), siendo redactor jefe Armand Obiols. Después de la Guerra Civil se siguió publicando en el exilio en París, patrocinada por la Fundación Ramon Llull, donde mantuvo el tono de alta cultura y algunas colaboraciones del ámbito de las ciencias. Con la Segunda Guerra Mundial, la Gestapo la prohibió en 1940.
En México apareció un número triple (enero-febrero-marzo de 1943), publicado por Antoni Maria Sbert, con colaboraciones de Josep Carner, Pere Bosch i Gimpera, A. Bladé Desumvila, Ferran Soldevila, Ventura Gassol, J. Serra i Hunter, Antoni Xirau y otros. 
De nuevo en París se editó en tres ocasiones. Todavía aparecerá el número 105 en São Paulo en 1956, gracias al coleccionista de pintura Salvador Riera, con contenidos enviados desde Cataluña, preparados sobre todo por Joan Triadú, Max Cahner y Albert Manent, con colaboraciones de Carles Riba, Josep Trueta, Ferran Soldevila, Jordi Rubió y escrita por Rafael Tasis. El número 106 se publicó en México en 1967, preparado en Barcelona. En octubre de 1986 se inició una segunda etapa de la misma bajo la dirección de Max Cahner, que ha sido reformulada, a partir de enero de 2012, bajo la dirección de Josep M. Roig i Rosich, y el lema de "continuidad y cambio", adoptándose una periodicidad trimensual (antes era mensual).
El 12 de abril de 2016 le fue concedida la Creu de Sant Jordi «por sus contenidos, referentes culturales de alta divulgación».